# Anton 1. af Portugal
Anton 1. af Portugal (portugisisk: Dom António de Portugal) (1531, Lissabon – 26. august 1595, Paris) var konge af Portugal nogle dage i 1580, før den spanske konge Filip 2. overtog den portugisiske krone. Anton var en uægteskabelig søn af kong Emanuel 1.'s søn Luís, hertug af Beja.